# Ixtlán del Río
Ixtlán del Río es una localidad del estado mexicano de Nayarit. Es cabecera del municipio de Ixtlán del Río.

## Demografía
| Censo | Población |
| ----- | --------- |
| 1900  | 4 975     |
| 1910  | 5 080     |
| 1921  | 5 239     |
| 1930  | 5 780     |
| 1940  | 4 720     |
| 1950  | 5 970     |
| 1960  | 8 330     |
| 1970  | 10 986    |
| 1980  | 16 253    |
| 1990  | 19 645    |
| 1995  | 21 474    |
| 2000  | 21 157    |
| 2005  | 21 915    |
| 2010  | 23 303    |
| 2020  | 25 477    |